# Foxy Brown (Sängerin)
Foxy Brown (bürgerlich: Jen(n)iffer Esmerelda Hylton) ist eine jamaikanische Sängerin. Sie erzielte Ende der 1980er einige Erfolge auf Jamaika und in Tanzhallen außerhalb mit Coverversionen der Tracy-Chapman-Hits „Baby Can I Hold You Tonight“ (=„Sorry“) auf dem „Unmetered Taxi“-Riddim und „Fast Car“, jeweils produziert vom jamaikanischen Produzentenduo Steely & Clevie. Vom Publikum wurde sie so schnell auf die Rolle als jamaikanische Tracy Chapman festgelegt, was einer Karriere als eigenständige Sängerin und Songschreiberin zunächst hinderlich erschien. Jedoch konnte sie auch nach Veröffentlichung ihres Debütalbums „Foxy“ einigermaßen an ihre ersten Erfolge anknüpfen. So kam es 1990 zur Zusammenarbeit mit jamaikanischen Top-Produzenten wie u. a. Lloyd „Pickout“ Dennis und Philip „Fatis“ Burrell, woraus die Hits „Always For Me“ und „Whip Appeal“ sowie Kollaborationen mit dem seinerzeit populären Dancehall-DJ Johnny P („Cherish The Love“, „If You Love Me“) resultierten. Insgesamt gesehen besteht ein Großteil ihres Repertoires aus Coverversionen, zu denen auch Rocksteady-Standards wie „Love Is All I Had“ gehören.

## Diskografie

### Alben
- Foxy (1989, RAS Records)
- My Kind Of Girl (1990, RAS Records)
- The Whip Appeal (1992, VP Records)

### Singles (Auswahl)
- Fast Car (1989, Steely & Clevie)
- Baby Can I Hold You Tonight (1989, Steely & Clevie)
- Naw Lef Again (mit Tuffest, Mad Max & Fat Jaw)
- Angels Around You (1990, Exterminator)
- Whip Appeal (1990, Exterminator)
- Always For Me (1990, Ras Jam)
- Love Is Where You Find It (1990, Pickout)
- Cherish The Love (mit Johnny P, Progressive International)
- If You Love Me (mit Johnny P, Jammys)